# Ecgfrith (roi de Mercie)
Pour les articles homonymes, voir Ecgfrith.
Ecgfrith ou Egfrith est roi de Mercie pendant quelques mois en 796.

## Biographie
Ecgfrith est l'un des cinq enfants et le seul fils du roi de Mercie Offa et de son épouse Cynethryth. Il est mentionné pour la première fois sur une charte de son père en 770.
Offa fait sacrer son fils de son vivant, en 787, et Ecgfrith devient ainsi son associé sur le trône. Offa cherche vraisemblablement à assurer sa succession, mais aussi à imiter un exemple prestigieux : celui de Charlemagne, qui a fait sacrer ses fils Louis et Pépin quelques années plus tôt, en 781. Alcuin rapporte qu'il se livre également à une véritable purge dans la famille royale en éliminant tous les concurrents éventuels d'Ecgfrith à sa succession.
Ecgfrith devient seul roi de Mercie à la mort d'Offa, survenue le 29 juillet 796. Cependant, il ne survit que quelques mois à son père : la Chronique anglo-saxonne rapporte sa mort après seulement 141 jours de règne, soit le 17 décembre 796. Alcuin voit dans ce décès prématuré une punition divine pour les massacres ordonnés par Offa. En l'absence d'héritiers plus proches, c'est un certain Cenwulf, issu d'une autre branche de la famille royale, qui lui succède.